# Grote ratelaar

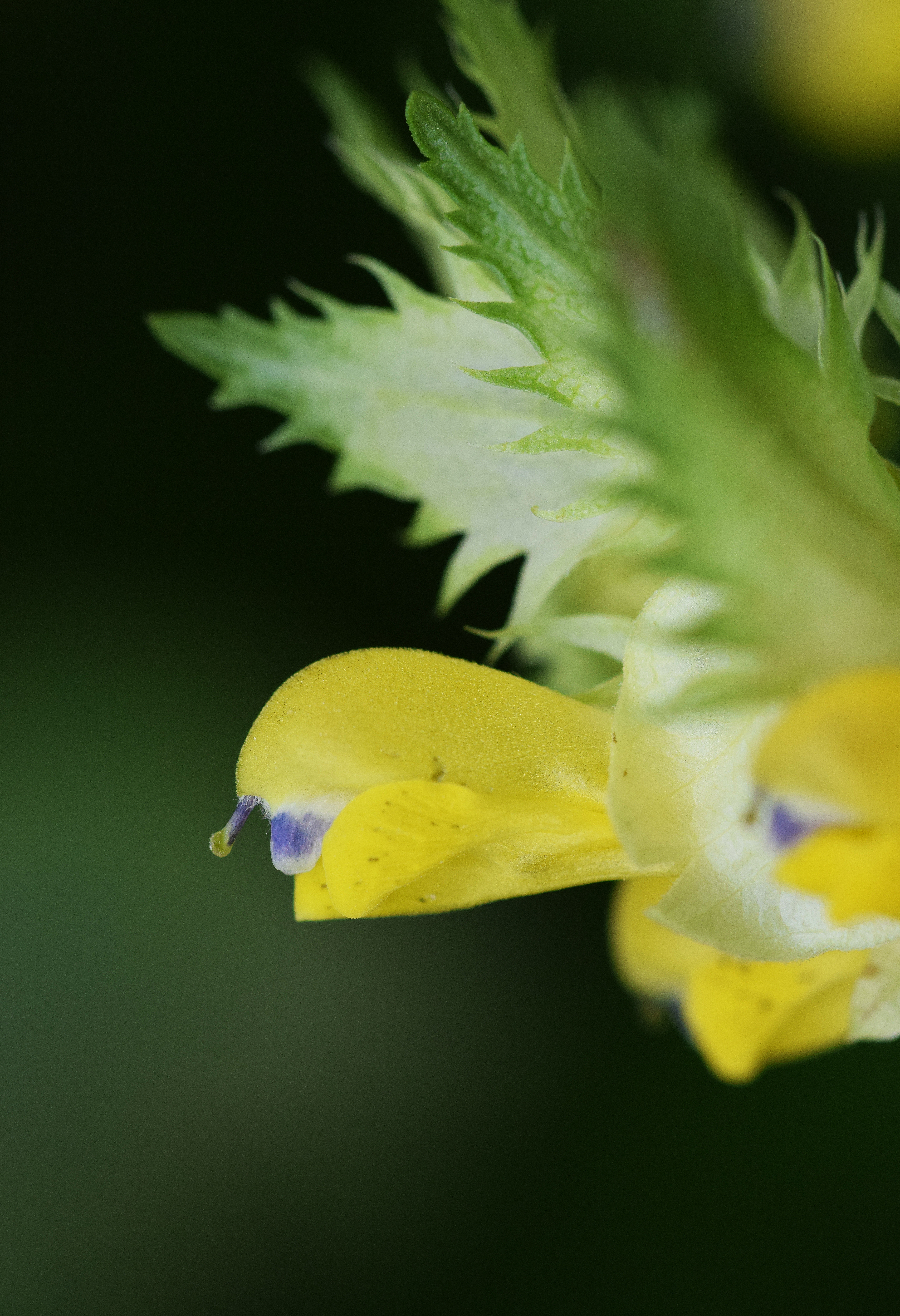
Bloem

De grote ratelaar (Rhinanthus angustifolius) is een eenjarige halfparasiet uit de bremraapfamilie (Orobanchaceae). 

## Determinatie
De soort wordt 10–80 cm hoog en heeft gele bloemen met een donkerpaarse lip.
Grote ratelaar is de meest algemene soort van de drie in Nederland voorkomende ratelaarsoorten, maar wordt vaak verward met kleine ratelaar (Rhinanthus minor) en harige ratelaar (Rhinanthus alectorolophus). Vegetatief zijn deze drie ratelaarsoorten in het veld niet te onderscheiden. Waar de grote en kleine ratelaar samen voorkomen kan men bovendien een hybride tussen deze twee soorten tegenkomen: Rhinanthus ×fallax. In bloei kan men grote ratelaar onderscheiden van kleine ratelaar door te kijken naar de bovenste schutbladen. Bij grote ratelaar zijn deze bleekgroen en lichter van kleur dan de stengelbladen. De onderste bladrandtanden van de schutbladen zijn meer dan 3 keer zo lang als breed. Ook heeft grote ratelaar in tegenstelling tot kleine ratelaar een gesloten keel. De harige ratelaar is goed van grote ratelaar te onderscheiden door de donzigbehaarde kelk.

## Ecologie
De grote ratelaar komt van nature vooral voor in vochtige, mesotrofe graslanden. De soort heeft erg geleden onder de intensivering van de landbouw. Tegenwoordig komt men de grote ratelaar weer meer tegen. De plant is namelijk gemakkelijk uit te zaaien en is populair bij (weg)beheerders. Uit onderzoek in het Drentsche Aa gebied bleek de maaimachine van de beheerder de belangrijkste verspreider van de zaden te zijn. Omdat de zaden maar een jaar kiemkrachtig blijven dienen bermen en hooilanden met de grote ratelaar laat in het seizoen gemaaid te worden.
De gemeente Amstelveen heeft eind twintigste eeuw proeven gedaan met het uitzaaien van ratelaars in plantsoenen. Het bleek dat de grote ratelaar zich vaak goed stand hield, maar de andere twee ratelaarsoorten, kleine ratelaar en harige ratelaar niet. De bodem dienst niet te voedselrijk te zijn, want dan wordt de plant verstikt door massale groei van grassen. Te voedselarm bleek ook niet goed. Indien een vestigingsplek door jarenlang maaibeheer sterk was verschraald, liep het aandeel van ratelaar in het biotoop geleidelijk aan sterk terug. Als de groeiplaats werd voorzien van vaste koemest nam het aandeel weer toe. Uit de proeven bleek duidelijk dat grote ratelaar het best floreert op zure, natte en niet te voedselrijke venige grond. Om een vast bestanddeel van de begroeiing te blijven uitmaken mag de bodem in de groeiperiode niet te droog worden.
De grote ratelaar is een halfparasiet, meestal op grassoorten. Op plaatsen waar veel ratelaars groeien is geen dichte grasmat.

## Syntaxonomie
De grote ratelaar is een kensoort voor het dotterbloem-verbond (Calthion palustris), een verbond van plantengemeenschappen van bloemrijke, drassige graslanden op mineraalrijke bodems.